# Dark Tide
Dark Tide (Brasil: Maré Negra / Portugal: Dark Tide - Águas Profundas) é um filme de ação e suspense  de 2012 dirigido por John Stockwell, produzido por Jeanette Buerling e Matthew E. Chausse e escrito por Ronnie Christensen e Amy Sorlie. O filme é baseado na história de Amy Sorlie e estrelado por Halle Berry, Olivier Martinez e Ralph Brown. O filme foi um fracasso crítico e de bilheteria.

## Sinopse
Kate é uma especialista em tubarões cujo negócio tem falhado desde que um ataque de tubarão tirou a vida de um colega durante um mergulho sob seu comando. Kate é assombrada pela memória do ataque e não consegue voltar para a água. Com as contas se acumulando e o banco prestes a executar a hipoteca do barco de Kate, o ex-marido de Kate, Jeff, apresenta a ela uma oportunidade lucrativa: liderar um empresário milionário em busca de emoção e seu filho adolescente em um perigoso mergulho com tubarões - fora da jaula. Lutando contra suas dúvidas e medo, Kate aceita a proposta e define um curso para o campo de alimentação mais mortal, "Shark Alley".

## Elenco
- Halle Berry como Kate Mathieson
- Olivier Martinez como Jeff Mathieson
- Ralph Brown como Brady Ross
- Luke Tyler como Luke Hadley
- Mark Elderkin como Tommy Phillips
- Sizwe Msutu como Themba
- Thoko Ntshinga como Zukie

## Produção
A produção começou em julho de 2010 em Baía Falsa, Cidade do Cabo, África do Sul, e foi filmado por seis semanas em um pequeno barco com grandes tubarões brancos reais. A produção então se mudou para o Reino Unido por três semanas, filmando no Pinewood Studios no palco subaquático e no Black Hangar Studios em seu tanque de água externo. A trilha sonora foi escrita e executada por Mark Sayfritz.

## Recepção
No Rotten Tomatoes, o filme tem um raro índice de aprovação de 0% baseado em resenhas de 20 críticos, com uma média de 2,59/10. O consenso crítico do site diz: "Raso e salobro, Dark Tide não consegue subir".  No Metacritic, tem uma pontuação de 23% com base nas avaliações de 4 críticos, indicando "avaliações geralmente desfavoráveis".